# Entomogramma grisea
Entomogramma grisea là một loài bướm đêm trong họ Erebidae.